# 岡山県教育委員会
岡山県教育委員会（おかやまけんきょういくいいんかい）は、岡山県の教育委員会である。

## 概要
岡山県内の教育に関する事務を所掌する行政委員会であり、6人の委員で構成される。2019年現在の教育長は、鍵本芳明。近年は、学力向上、高校改革などの教育改革に取り組んでいる。
広義では、教育委員会の執行機関である教育委員会事務局を含めて、教育委員会と呼ぶこともある。

### 体罰問題への対応
2013年、県教委保健体育課に県立高校の部活動における体罰の情報を提供した複数の匿名の人物について、県教委は同課の電話機に表示された電話番号をもとにインターネットで提供者の身元を独自に割り出し、体罰を行ったとされる学校側に通報内容とともにすべての通報者の氏名や住所情報を通告していることが判明した。

## 組織
- 教育政策課
- 財務課
- 教職員課
- 高校教育課
- 義務教育課
- 生徒指導推進室
- 特別支援教育課
- 保健体育課
- 生涯学習課
- 文化財課
- 福利課
- 人権教育課

## 所在地
- 〒700-8570 岡山県岡山市北区内山下2丁目4番6号

## 市町村教育委員会
- 岡山市教育委員会